# Refdata
Die Stiftung Refdata ist eine Stiftung mit Sitz in Zug zur Bereitstellung von Referenzdatenbanken für das schweizerische Gesundheitswesen.

## Aufgaben
Die Stiftung übernimmt die Referenzierung von Artikeln, Dienstleistungen, Personen und Institutionen für:
- Swissmedic-zugelassene Artikel (Arzneimittel und immunbiologische Erzeugnisse), Referenzierung mit Global Trade Item Number (GTIN) gemäss GS1-Standard[2]
- Personen und Institutionen, Referenzierung mit Global Location Number (GLN) gemäss GS1-Standard[3]
- Object Identifier (OID) für alle E-Health-Anwendungen in der Schweiz (Knoten 2.16.756.5.30)[4]

Zu den Aufgaben gehört auch die Publikation von Arzneimittelinformationen via dem Arzneimittelinformationspublikationssystem. Grundlage ist Art. 67 HMG, Abs. 3.
Mit dem technischen und redaktionellen Betrieb der Referenzierung ist das Unternehmen HCI Solutions AG in Bern beauftragt, einem Unternehmen der Galenica-Gruppe.

## Organisation
Im Stiftungsrat sind folgende Verbände des schweizerischen Gesundheitswesens vertreten:
- ASSGP: Schweizerischer Fachverband für Selbstmedikation
- FASMED: Dachverband der Schweizerischen Handels- und Industrievereinigung für Medizintechnik
- FMH: Verbindung der Schweizer Ärztinnen und Ärzte
- GRIP: Groupement Romand de l’Industrie Pharmaceutique
- GS1: GS1 Schweiz
- H+: Die Spitäler der Schweiz
- Interpharma: Verband der forschenden pharmazeutischen Firmen der Schweiz
- Pharmalog.ch: Verband der Schweizer Pharmavollgrossisten
- Pharmasuisse: Schweizerischer Apothekerverband
- Santésuisse: Verband der Krankenversicherer
- SDV: Schweizerischer Drogistenverband
- Suva: Schweizerische Unfallversicherungsanstalt
- Vips: Vereinigung Pharmafirmen in der Schweiz

## refdatabase
Die Stiftung stellt unter der Bezeichnung refdatabase (ehemals swissindex) kostenfrei und ohne Lizenzvertrag die Referenzierungsdaten nach GS1-Standard über Artikel und Partner im Schweizer Gesundheitswesen zur Integration und unbeschränkten Nutzung in Informatiksystemen bereit.